# Dominik Stanisław Stoiński
Dominik Stanisław Sylwester Stoiński herbu Janina (zm. w 1775 roku) – sędzia lubelski w latach 1744-1775, stolnik lubelski w latach 1739-1744, miecznik urzędowski w latach 1726-1739, sędzia grodzki lubelski w latach 1733-1744, komornik ziemski lubelski w latach 1727-1733.
Delegat i konsyliarz województwa lubelskiego w konfederacji dzikowskiej w 1734 roku.